# Квинто Бјанко (Кунео)
Квинто Бјанко је насеље у Италији у округу Кунео, региону Пијемонт.
Према процени из 2011. у насељу је живело 22 становника. Насеље се налази на надморској висини од 288 м.